# جوردی پابلو
جوردی پابلو (انگلیسی: Jordi Pablo؛ زادهٔ ۱ ژانویهٔ ۱۹۹۰) بازیکن فوتبال اهل اسپانیا است.
از باشگاه‌هایی که در آن بازی کرده‌است می‌توان به باشگاه فوتبال اتلتیکو مادرید، باشگاه فوتبال میراندس، باشگاه فوتبال مالاگا، باشگاه فوتبال ویارئال، و باشگاه فوتبال اتلتیکو مادرید بی اشاره کرد.
وی همچنین در تیم‌های ملی فوتبال زیر ۱۵ سال اسپانیا، زیر ۱۶ سال اسپانیا، زیر ۱۷ سال اسپانیا، و زیر ۱۹ سال اسپانیا بازی کرده‌است.